# Villa de Leales
Villa de Leales is een plaats in het Argentijnse bestuurlijke gebied Leales in de provincie Tucumán. De plaats telt 2.983 inwoners.